# Helvetesmyrkälen
Helvetesmyrkälen är ett naturreservat i Östersunds kommun i Jämtlands län.
Området är naturskyddat sedan 2017 och är 13 hektar stort. Reservatet utgörs av en barrskog med främst gran och lövträdsområden som växt upp efter skogsbränder.